# Paroaria dominicana
Paroaria dominicana là một loài chim trong họ Thraupidae.